# GDBA Motorsports
 (février 2024).
Si vous disposez d'ouvrages ou d'articles de référence ou si vous connaissez des sites web de qualité traitant du thème abordé ici, merci de compléter l'article en donnant les références utiles à sa vérifiabilité et en les liant à la section « Notes et références ».
GDBA Motorsports (Gaignault-Driot-Blanchet-Arnoux Motorsports) est une écurie de sport automobile française créée en 1986 par le journaliste sportif Gilles Gaignault.

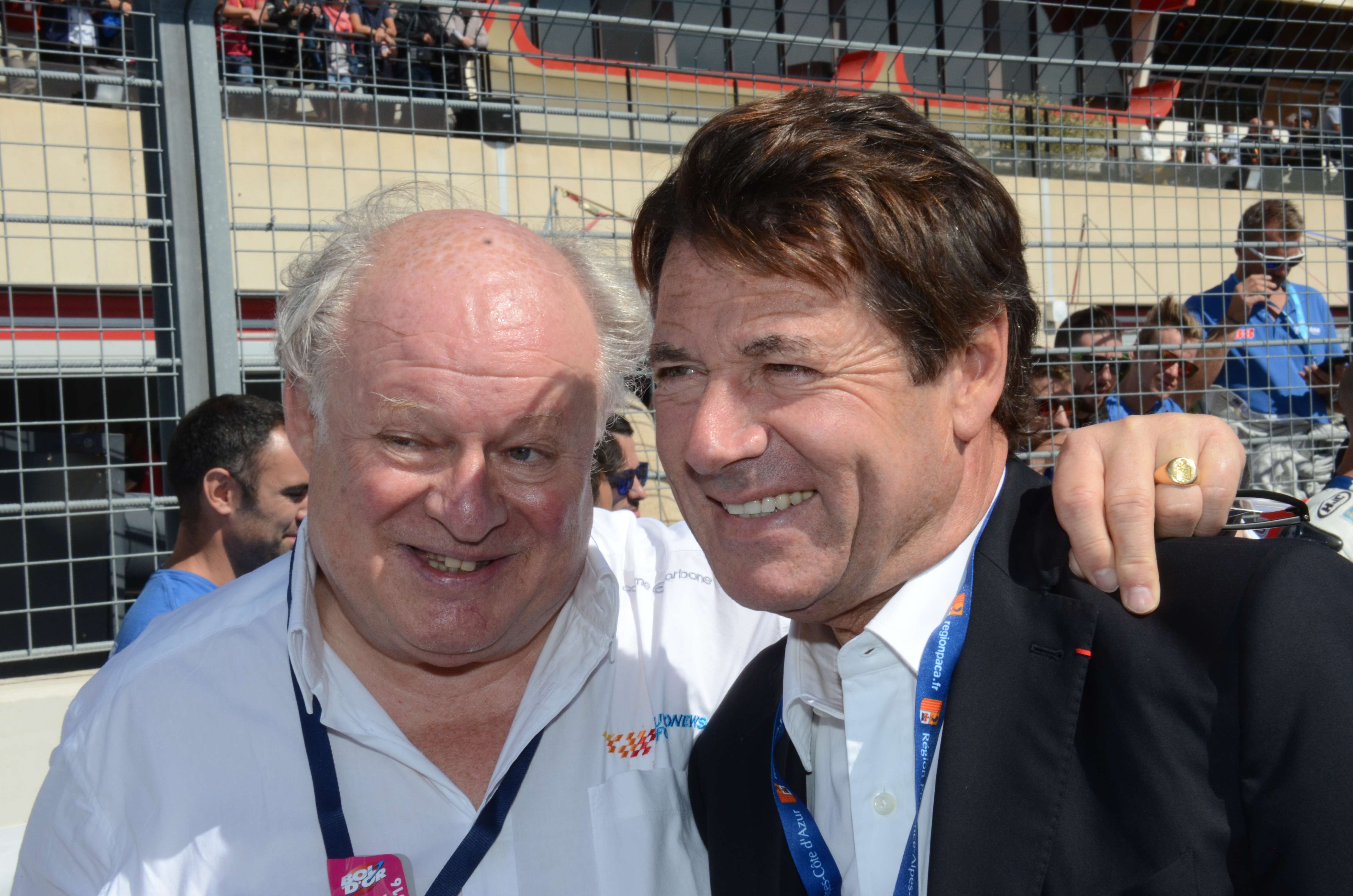
Gilles Gaignault à gauche, avec Christian Estrosi lors du Bol d'Or 2016.

Cette équipe disputa le Championnat International de Formule 3000 pendant deux saisons en 1987 et 1988 avec les jeunes pilotes français Michel Trollé, Paul Belmondo, Olivier Grouillard et le suisse Jean-Denis Delétraz.

## Histoire
Basée à Champagné, au nord du Mans, dans les anciens ateliers du pilote-constructeur Jean Rondeau, l'équipe GDBA était articulée autour de l'équipe technique Synergie : Philippe Beloo-Lucien Monté-Philippe Bône, celle-là même qui entourait Jean Rondeau lorsqu'il remporta notamment les 24 Heures du Mans en juin 1980.
Dès sa première apparition internationale, le Team GDBA obtient une seconde place grâce à Michel Trollé lors de la première course de la saison 1987, à l'occasion du Grand Prix de Grande-Bretagne disputé à Silverstone.
GDBA participa également aux 24 Heures du Mans 1987 où elle engagea la Porsche numéro 1 aux couleurs du magazine masculin Lui du groupe Filipacchi. Elle était confiée à l'équipage Paul Belmondo, Michel Trollé, Pierre de Thoisy.
L'équipe GDBA a remporté plusieurs victoires internationales, notamment le Grand Prix de Belgique de F3000 en mai 1987 à Spa-Francorchamps avec le nordiste Michel Trollé et ceux de France au Mans et de Belgique de nouveau (mais à Zolder) en septembre 1988 avec le Toulousain Olivier Grouillard.
L'équipe a aussi obtenu de nombreux podiums sur les principaux circuits européens au cours de ces deux premières saisons (Silverstone - Jerez - Donington - Dijon - Enna Pergusa - Jarama), ainsi plusieurs pole positions (Birmingham-Le Mans-Zolder) et records du tour (Dijon - Enna Pergusa - Rome Vallelunga).
En 1988, GDBA Motorsports a également remporté les deux titres de Formule 3000 - celui des pilotes grâce à Olivier Grouillard, et celui des écuries - ainsi que le titre de Vice-Champion International de la FIA et le titre de Champion de France de Formule 3000.
À la suite du décès brutal de Pierre Blanchet, le PDG de son principal soutien (le groupe informatique Blanchet Locatop) en février 1989, l'équipe a été dissoute.